# Brussels Tigers
De Brussels Tigers is een Belgisch American footballteam uit Evere.

## Geschiedenis
De Brussels Tigers werden opgericht in september 1998 in Evere. In het seizoen 2002 wonnen de Tigers hun eerste Belgian Bowl. Sinds 2010 eindigden de Tigers steeds op de eerste plaats in het reguliere seizoen.

## Prestaties
- Belgisch kampioen: 2002, 2012, 2013
- LFFAB Kampioen: 2010–2016